# Gilbert (Argentine)
Pour les articles homonymes, voir Gilbert.
Gilbert est une localité rurale argentine située dans le département de Gualeguaychú et dans la province d'Entre Ríos.

## Histoire
La ville de Gilbert est née de l'installation de petits agriculteurs autour de la gare ferroviaire, après la création vers 1890 de la branche ferroviaire du général Urquiza, et la gare de chemin de fer fut nommée Torcuato Gilbert. Torcuato est issu d'une lignée originaire d'Angleterre, dont les armoiries familiales sont connues en Aragon depuis le XIVe siècle et ont été élevées par le roi Jean II d'Aragon en la personne de Juan Gilbert (arrière-grand-père du fondateur), selon la disposition royale de noblesse de la Cour royale d'Aragon, par le notaire Andrés Burillo le 26 avril 1765. Torcuato a été vice-président de la Chambre des députés de la Nation en 1891 et 1892.
La colonie s'est développée progressivement. Tout d'abord avec le système du télégraphique, qui a commencé vers 1895 et couvrait le service des télégrammes de tout le pays. La première chapelle a été construite en 1905 et l'école en 1909. En 1920, un hangar est aménagé et utilisé comme cinéma. Le bureau de poste a été ouvert en 1922. La lumière électrique arrive au village dans les années 1930 avec des horaires réduits, car elle était produite grâce à une centrale électrique particulière de l'époque, aujourd'hui conservée comme musée. Le Club Social, Cultural y Deportivo Gilbert a été fondé en 1938, et l'hôpital Santa María en 1939. Dans les années 1940, un transport public a commencé à circuler depuis Gualeguaychú, mais il ne fonctionnait que lorsque les routes le permettaient. Il n'y avait que quelques automobiles à l'époque et elles appartenaient aux propriétaires terriens ou aux marchands les plus renommés. En 1942, la nouvelle église paroissiale San José a été construite en raison de la détérioration de l'ancienne chapelle. La Bibliothèque en 1943. En 1944, la cantine est ouverte dans le Social Club.
En 1957, le Grupo de Teatro de Gilbert (groupe théâtral) a été fondé. En 1968, le football est ajouté aux activités du Social Club. Le 4 avril 1973 est inauguré le Hogar de Menores, qui porte le nom de sa fondatrice Luisa Morrogh Bernard de Bottani, décédée le 16 janvier 1973. La pose de lignes électriques urbaines a été réalisée en 1976.

## Politique
Depuis 1971, la gouvernance de Gilbert est régie par un conseil d'administration. En 2004, en vertu de la réforme de la Constitution de la province d'Entre Ríos, les municipalités de 2e catégorie ont été créées, et les autorités ont été élues par vote populaire. Le premier maire était le Dr Jorge Holzmann, élu en 2007 qui a servi jusqu'au cycle 2011, en circonstance de la modification de la loi des municipalités est réélu, servant son mandat jusqu'en 2015. À partir du 10 décembre de cette année-là, une nouvelle équipe prend en charge la gestion du gouvernement, dans laquelle le président municipal élu est M. Josè Abelardo Aizaga (mandat : 2015-2019).
Gilbert et trois autres municipalités (Urdinarrain, Larroque, Aldea San Antonio) forment la dénommée microrégion du Sud Entrerriano, avec des liens culturels et commerciaux avec la région de Vénétie Italie.

## Fêtes populaires
La Fiesta del Reencuentro, qui a lieu dans la ville chaque année en février depuis 2006, se distingue.

## Religion
| Diocèse  | Gualeguaychú |
| -------- | ------------ |
| Paroisse | San José     |